# Fabian (Jesuit)

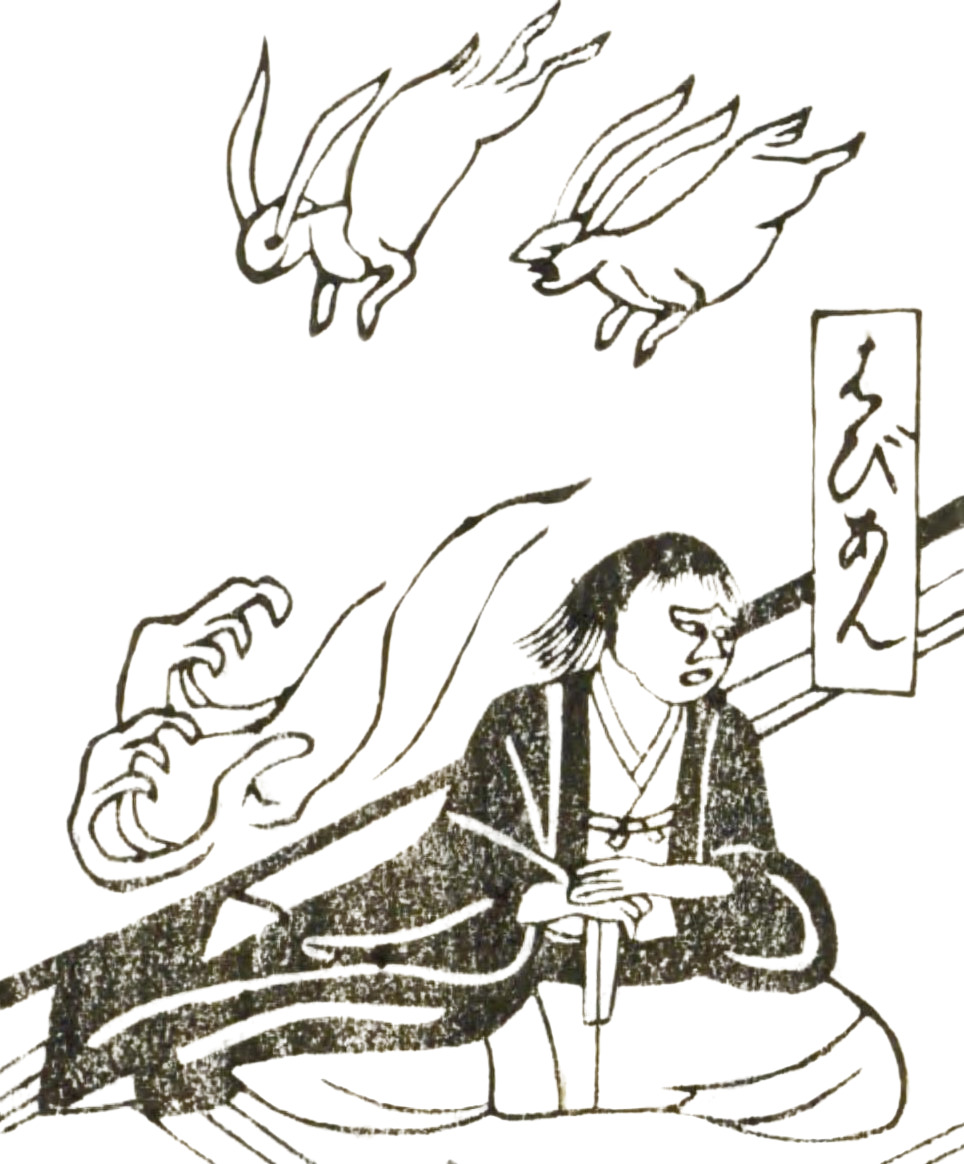
Fabian

Fabian (japanisch ハビアン, Habian, eigentlich Fukansai Habian; geboren  1565 in Kyōto (Provinz Yamashiro); gestorben nach 1620) war ein japanischer Laien-Jesuit in der Azuchi-Momoyama- und frühen Edo-Zeit, der später zum Gegner des Ordens und des Christentums wurde.

## Leben und Wirken
Fabian verbrachte seine frühen Jahre in den Tempeln Daitoku-ji und Kennin-ji, wurde jedoch um das Jahr 1583 zusammen mit seiner Mutter Christ. 1583 oder 1586 schloss er sich der Gesellschaft Jesu als ein Laien-Bruder (portugiesisch irmão) an. Dort erhielt er Unterricht in Theologie und humanistischer Lebensführung.
Um 1590 unterrichtete Fabian Japaner im Jesuiten-Kolleg von Amakusa, wo er 1592 die erste seiner größeren Arbeiten fertigstellte, die romanisierte Version des „Heike Monogatari“. Für seine spätere Übersetzung in eine christliche Version passte er das Vorwort an. Er verteidigte seine Überzeugung dem kritisch eingestellten Philosophen  Hayashi Razan (1583–1657) gegenüber. Weiter verfasste er 1605 eine Rechtfertigung des Christentums unter dem Titel „Myōtei mondō“ – etwa „Myōtei: Fragen und Antworten“

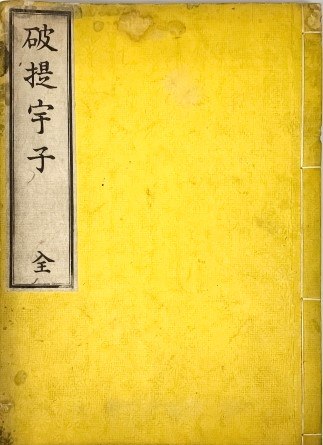
Ha Daiusu

Um 1608 verließ Fabian die Jesuiten, anscheinend, weil sie ihn nicht zum Priester beförderten, wahrscheinlich aber, weil er eine Affäre mit einer Frau hatte. Um 1618 war er aktiv in die Verfolgung von Jesuiten in Nagasaki involviert. 1620 verfasste er sein berühmtestes Werk, das in scharfer Weise anklagende „Ha Daiusu“ (破提宇子) – „Vernichte Deus“, eine Schrift, mit der er „Myōtei mondō“ widerrief. Auf dieser Schrift beruhte dann die antichristliche Polemik während der Edo-Zeit.